# Scheibe (Lohsa)

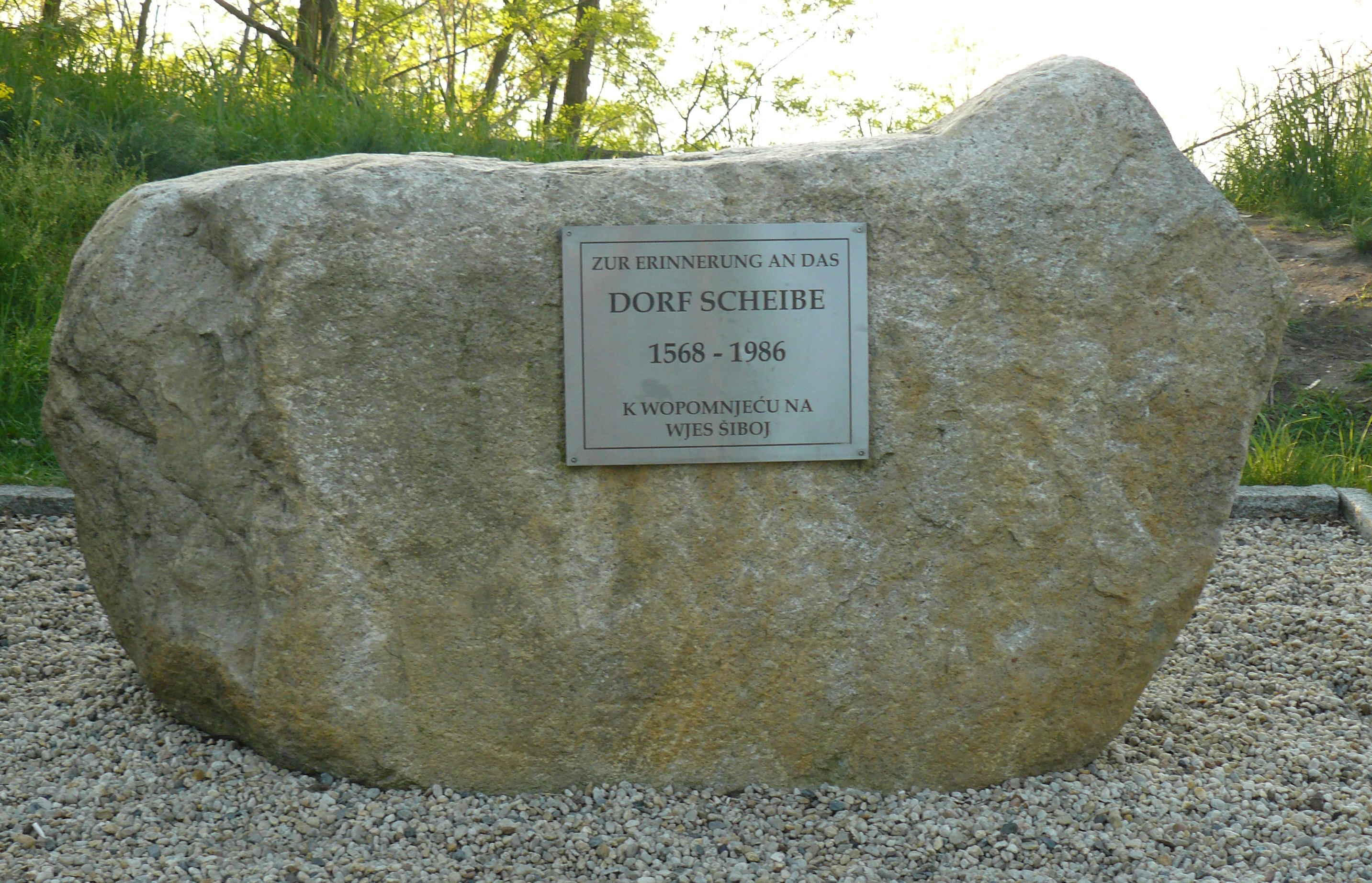
Gedenkstein am Scheibe-See

Scheibe, obersorbisch Šiboj, war ein Ort im Kreis Hoyerswerda an der Kleinen Spree, der 1986/1987 für den Tagebau Scheibe devastiert und abgebrochen wurde. Heute befindet sich an dieser Stelle der zum Lausitzer Seenland gehörende Scheibe-See. Am Radweg, der um den See führt, stehen in der Nähe der früheren Ortslage ein Gedenkstein und eine Informationstafel.

## Geographie

Scheibe auf einem Messtischblatt aus dem Jahr 1922

Scheibe lag rund 10 Kilometer östlich von Hoyerswerda und etwa 20 Kilometer südlich von Spremberg in einer abgelegenen Heidelandschaft. Im nördlichsten Teil der heutigen Gemeinde Lohsa an der Grenze zur heutigen Gemeinde Spreetal gelegen, waren Burg im Norden, Riegel im Süden und Tiegling im Südosten die nächsten Ortschaften entlang der Kleinen Spree. Die nächsten größeren Orte sind flussaufwärts Weißkollm und flussabwärts Burghammer.

## Geschichte

### Ur- und Frühgeschichte
Nach der Weichsel-Kaltzeit, deren Eisschild im Gegensatz zur Saale-Kaltzeit Scheibe nicht mehr erreichte, war die Gemarkung Scheibes durch eine Flussaue mit hochwassersicheren Kuppen sowie großen, jedoch ertragsarmen und spärlich bewaldeten Dünensandflächen gekennzeichnet. Wildreichtum sowie ein möglicher Spreeübergang dürften in der Nacheiszeit eine Besiedlung begünstigt haben.
Archäologische Funde deuten darauf hin, dass bereits in der zweiten Hälfte der Mittelsteinzeit in Scheibe gesiedelt wurde. Bronzezeitliche Funde legen eine Besiedlung östlich der Ortschaft nahe, während eisenzeitliche Überreste auch in der Ortslage gefunden wurden. Diese Funde der Lausitzer Kultur lassen auf eine erste landwirtschaftliche Bodennutzung außerhalb der Überschwemmungsgebiete schließen. Aus Funden in der Niederlausitz ließ sich ableiten, dass hier Ackerbohnen, Emmer, Einkorn, Gerste, Spelz, sowie Erbsen und Lein angebaut wurden.
Nördlich von Scheibe wurden Reste einer germanischen Siedlung aus dem 2. bis 4. Jahrhundert gefunden. Schlackereste belegen, dass diese Siedlung ähnlich der Merzdorfer Siedlung Eisen in kleinen Schmelzöfen verhüttete.
Nach der Abwanderung der Germanen blieb dieses Gebiet für die nächsten Jahrhunderte unbesiedelt, es ist jedoch anzunehmen, dass slawische Stämme den Talrand entlang der Kleinen Spree als Weg zwischen den Siedlungen der Milzener (Oberlausitz) und der Lusitzi (Niederlausitz) nutzten.

### Mittelalter und Feudalherrschaft
Urkundlich wurde Scheibe zwar erst 1568 in einem Urbar der Standesherrschaft Hoyerswerda erwähnt, die Wiederbesiedlung dürfte auf Grund der Wegführung entlang der Kleinen Spree jedoch ins 12. Jahrhundert, und somit in die Zeit der zweiten germanischen Ostexpansion, fallen. Es ist anzunehmen, dass die Milzener von Radibor aus entlang der Kleinen Spree eine lockere Siedlungsbrücke in Richtung Spremberg anlegten, deren Abschluss Scheibe bildete.
Diese These wird gestützt durch die Dorfform, die einem später erweiterten, slawischen Rundweiler mit Block- und Streifenfluren entspricht. Die flussaufwärts gelegenen Dörfer entlang des Mittellaufs der Kleinen Spree weisen in vielen Fällen eine ähnliche Flurform auf. Etwa die Hälfte dieser Orte wurde ebenfalls als Rundweiler angelegt.
Der südlich gelegene Nachbarort Riegel wurde bereits 1401 urkundlich erwähnt, dürfte jedoch jünger als Scheibe sein. Riegel wurde als Straßendorf angelegt – eine Siedlungsform, die in der nördlichen Oberlausitz erst relativ spät Verbreitung fand. Beide Orte gehörten dem Kirchspiel Lohsa an, dessen Existenz bereits im 12. Jahrhundert angenommen wird, jedoch erst für das Jahr 1495 belegt ist.
Im Urbar wurden für Scheibe neun besessene Mann und ein Häusler sowie ein standesherrschaftliches Vorwerk aufgeführt. Für Riegel waren ein besessener Mann, ein Gärtner sowie ein Hammerwerk aufgeführt. In der Folgezeit hat Scheibe eine rückläufige Einwohnerentwicklung, während die Einwohnerzahl in Riegel stieg. 1658, zehn Jahre nach dem Ende des Dreißigjährigen Krieges, sind in Scheibe fünf der zwölf Wirtschaften wüst. Zudem sind, verglichen mit dem Urbar von 1568, sechs der sieben Familiennamen neu und drei von ihnen deutschen Ursprungs. Durch Bauernlegen wurden zudem Hufnerstellen in mehrere Häuslerstellen umgewandelt.
Der sächsische Kurfürst Friedrich August II. erwarb 1737 die Standesherrschaft Hoyerswerda, die daraufhin eine Umgestaltung erfuhr. Durch einen Erbpachtvertrag wurde 1789 das Vorwerk auf mehrere Wirte aufgeteilt und diese von ihrer Erbuntertänigkeit befreit.
Knapp zwei Jahrzehnte nach den Dürrejahren 1771 und 1772, die der sorbische Bauer Hanzo Njepila aus dem etwa 20 Kilometer entfernten Rohne als Kind miterlebte und später schriftlich festhielt, kam es in den Sommern 1789 und 1790 erneut zu Dürre und Wassermangel und infolgedessen zu Ernteausfällen und Hunger. Die Kleine Spree führte kaum noch Wasser, so dass selbst in Ufernähe schlechte Ernten erwirtschaftet wurden. Als im Sommer 1790 das Spreewasser bei Kauppa in herrschaftliche Fischteiche umgeleitet und dadurch das Flussbett trockengelegt wurde, kam es zu einem Bauernaufstand, da die Bauern ihre kargen Kornernten nicht mehr mahlen lassen konnten oder weite Wege in Kauf nehmen mussten.
Der auf diese Weise verstärkte Hunger – wenn kein Mehl vorhanden war, konnten auch keine Brote gebacken werden – entlud sich am 3. August 1790. In Scheibe brachen an jenem Morgen zwei Bauern auf, um in Kauppa die Wehre und Wassergräben zu zerstören. Auf dem Weg dorthin wuchs die Gruppe in jedem Dorf an, so dass am Nachmittag 600 Bauern auf dem Gutshof Kauppa ankamen. Dem konnte der dortige Verwalter nichts entgegensetzen, so dass er die Gräben zuschütten ließ. Im gleichen Jahr kam es in verschiedenen weiteren sächsischen Orten zu ähnlichen Aufständen.
Vier Jahre später, Ende Juli 1794, kam es im Kirchspiel Lohsa zu einem weiteren Bauernaufstand mit etwa 2000 Beteiligten. Bei diesem ist es allerdings unsicher, ob Bauern aus Scheibe beteiligt waren. Nachdem eine weitere Ausdehnung des Aufstands durch rebellierende Bauern aus den Dörfern um Wittichenau und aus der Standesherrschaft Muskau drohte, entsandte die sächsische Landesregierung im August Truppen, die die Aufstände niederschlugen. 18 Bauern wurden zu Zuchthausstrafen zwischen zwei Wochen und zwei Jahren verurteilt, drei weitere wurden zu mehrjährigen Strafen zum Festungsbau nach Dresden gebracht.
Als Ergebnis des Wiener Kongresses lag Scheibe in dem Teil der Oberlausitz, den das Königreich Sachsen 1815 an Preußen abtreten musste. Der westliche Teil der preußischen Oberlausitz kam erst zur Provinz Brandenburg. Als Landkreis Hoyerswerda kam dieser Teil 1825 zur Provinz Schlesien. Scheibe wurde 1828 zum Schulstandort für Scheibe und Riegel.
Im Jahr 1844 wurde das Feudalwesen im Ort gänzlich abgeschafft.

### Die letzten 140 Jahre bis zum Ortsabbruch
| Jahr | Einwohner |
| ---- | --------- |
| 1825 | 65        |
| 1851 | 53        |
| 1871 | 52        |
| 1884 | 64        |
| 1910 | 56        |
| 1917 | 60        |
| 1919 | 52        |
| 1925 | 45        |
| 1935 | 43        |

Scheibe war eine der kleinsten Gemeinden des Landkreises, nur Kolbitz war mit 16 Einwohnern (Stand 1873) kleiner. Im Flächenvergleich lag Scheibe mit einer Dorfflur von etwa 300 Hektar zwar vor Orten wie Neida oder Kolpen (etwa 100 bis 130 Hektar), jedoch weit hinter den größeren Gemeinden Lohsa (etwa 1250 Hektar) und Weißkollm (rund 2250 Hektar).
Mit knapp 195 Hektar waren etwa zwei Drittel der Dorfflur Wälder und Forste, 18 Prozent waren Ackerland, 9 Prozent waren Wiesen und etwa 4 Prozent waren Weiden. Die Böden hatten eine ziemlich niedrige Bodenwertzahl und die Wiesen waren häufig so feucht, dass auf ihnen kein Heu getrocknet werden konnte. Als Nebeneinkunft wurde neben Hafer, Hirse, Kartoffeln und Roggen von allen Bauern Flachs angebaut, der im Winter gesponnen wurde. Des Weiteren gingen einige Kleinbauern als Tagearbeiter in nahe gelegene Industriebetriebe.
Seit den 1870ern wurden Scheibe und Riegel mit den sechs Spreetaler Gemeinden im Amtsbezirk Burghammer verwaltet. 1873 hatte Scheibe neun Wahlberechtigte, der inzwischen gewachsene Nachbarort Riegel hatte 14.
Arnošt Muka fand 1884 eine gänzlich sorbische Bevölkerung vor, die obersorbisch sprach und die evangelische Tracht des Bautzener Landes trug. Diese Bevölkerungsstruktur blieb bis ins 20. Jahrhundert hinein erhalten.
Im Ersten Weltkrieg mussten neun Männer und zwei Pferde in den Kriegsdienst gestellt werden (Riegel: 12 Männer, vier Pferde). Im Januar 1915 fiel der Lehrer vor Verdun.
Nach dem Krieg kehrte das Leben zur Vorkriegsnormalität zurück. Es änderte sich erst, als im Jahr 1923 durch Bohrungen Kohleflöze gefunden wurden. Von den rivalisierenden Braunkohleunternehmen ging die Ilse Bergbau AG als Sieger hervor. Sie hatte mehrere Grundstücke ganz gekauft und konnte sich für den Großteil der restlichen Gemeinde die Abbaurechte sichern. Die so zu Reichtum gekommenen Einwohner kauften sich andernorts neue Wirtschaften oder bauten neue Wohnhäuser in der näheren Umgebung. Ein Bauer kaufte bei Bunzlau eine neue Wirtschaft, seine Tochter kam 1945 nach der Vertreibung nach Scheibe zurück.
Nachdem Scheibes Einwohnerzahlen über Jahrhunderte hinweg stagnierten oder fielen und zuletzt braunkohlebedingt rückläufig waren, während die Einwohnerzahl in Riegel langsam aber stetig stieg, wurde Scheibe am 1. April 1938 nach Riegel eingemeindet. Die Gemeinde zählte 125 Einwohner, darunter 50 Männer, von denen 26 im Zweiten Weltkrieg zum Kriegsdienst eingezogen wurden. Sechs Männer aus Scheibe fielen im Krieg.
Gegen Kriegsende flohen die Dorfbewohner im April 1945 in Richtung Dresden und Chemnitz. Truppen der sowjetischen 5. Gardearmee durchbrachen am 16. April die Neißelinie und konnte bis zum 18. April bis zur Großen Spree nach Neustadt/Spree vorrücken. Die Spreebrücke in Neustadt wurde am Morgen des 18. April durch Wehrmachtsangehörige gesprengt, die Sprengung der Strugabrücke in Richtung Spreewitz war ihnen nicht mehr möglich. Nach dem Aufbau eines Brückenkopfes konnte der südwestliche Neustädter Ortsteil Döschko durch die Sowjetarmee eingenommen werden. Ihr weiterer Vormarsch teilte die Wehrmachtslinie zwischen Weißkollm (Richtung Hoyerswerda) und Lohsa (Richtung Uhyst). Scheibe wurde am Nachmittag des 20. April ohne größere Zerstörung eingenommen, Riegel erst am Folgetag. Die ersten Dorfbewohner kamen noch im April und den ersten Maitagen zurück. Sie fanden ein zwar unzerstörtes, aber geplündertes Dorf vor.
Durch die Bodenreform erhielten 18 Bewerber in der Gemeinde Flurflächen zugeteilt. Nach deren Abschluss im Jahr 1948 gab es in Scheibe drei Wirtschaften mit einer Fläche bis fünf Hektar und fünf Wirtschaften mit einer Fläche zwischen 10 und 15 Hektar. Die Gemeinde erhielt 12,84 Hektar, darunter die öffentlichen Wege und Gewässer, die sie 1930 an die Ilse Bergbau AG verkauft hatte. Mit 122 Hektar ging der Großteil der 217 Hektar Reformfläche in staatlichen Besitz über. Im Besitz der Bodenempfänger waren ein Pferd, acht Milchkühe, 10 weitere Rinder, vier Schweine, drei Schafe und fünf Ziegen. Es sollte noch bis 1958 dauern, bis die LPG Typ I „Heidescholle“ in Scheibe gegründet wurde, der bis 1960 alle Bauern des Orts beitraten. Mit dem Bau eines Stalls wurden in der LPG Milchkühe und Mastbullen gehalten.
In den Jahren 1951 bis 1953 wurde die Gemeinde ans Trinkwassernetz angeschlossen, nachdem Scheibe bereits seit 1924 ans Stromnetz angeschlossen war.
Nachdem sich 1946 in einer Umfrage der sowjetischen Kreiskommandantur nur acht Personen in der Gemeinde als Sorben bezeichneten, stieg das nationale Selbstbewusstsein in den Folgejahren wieder an. Ernst Tschernik konnte 1956 in Riegel und Scheibe 109 Einwohner ausmachen, die sich als der sorbischen Sprache kundig bezeichneten. Das waren 86,5 Prozent der 126 Einwohner. Die Domowina-Ortsgruppe, der bis 1970 über die Hälfte der Einwohner der Gemeinde beigetreten war, entwickelte sich zum größten Verein im Ort und prägte zusammen mit der Freiwilligen Feuerwehr das dörfliche Leben.
Die kleine Gemeinde mit ihren beiden Orten Riegel und Scheibe wurde 1979 nach Weißkollm eingemeindet.
Das Ministerium für Kohle und Energie der DDR beschloss im März 1980 den kurzfristigen Aufschluss des Tagebaus Scheibe, hauptsächlich zur Absicherung des Kohlebedarfs des Gaskombinats Schwarze Pumpe. Die etwa 53 Millionen Tonnen Kohle sollten voraussichtlich bis zum Ende der 1990er Jahre die Kohleversorgung für das damals größte Braunkohleveredlungskombinat Europas sichern. Der Rat des Kreises Hoyerswerda beschloss daraufhin am 9. Juli 1981 ein „Programm zur Vorbereitung und Durchführung der Verlegung des OT Scheibe und der Ausbauten zu Burg im Zuge des Aufschlusses des Tagebaues Scheibe […]“. In der Folge wurde die Infrastruktur an die neuen Voraussetzungen angepasst und die Kleine Spree auf einer Länge von fünf Kilometern verlegt. Die 23 amtlich registrierten Umsiedler zogen zumeist nach Hoyerswerda und innerhalb der heutigen Gemeinde Lohsa um.
Am 22. September 1984 wurde eine feierliche Verabschiedungsveranstaltung für die Einwohner Scheibes im Weißkollmer Kulturhaus gehalten.

### Ortsname
Der Ortsname Scheibe erfuhr in seiner Geschichte nur geringe Variationen. Bereits die erste bekannte urkundliche Erwähnung im Jahr 1568 nennt den Ort bei diesem Namen. In den Landesvisitationsakten von 1658 wird der Ort zwar Scheybaw genannt, jedoch erfolgte 1748 wieder die ursprüngliche Schreibweise. Der Name ist wahrscheinlich eine Anlehnung an eine ebene, also scheibenartige Bergkuppe, auf der die fünf größten Wirtschaften des Ortes lagen. Chroniken aus der Mitte des 19. Jahrhunderts berichten, dass Scheibe ursprünglich unterhalb dieser Kuppe direkt an den Ufern der Kleinen Spree lag und erst durch einen Brand im Jahr 1774 verlegt wurde. Diese These der Ortsverlegung wurde in jüngerer Zeit jedoch angezweifelt, da die sandige Bergkuppe im Gegensatz zu den Spreewiesen landwirtschaftlich kaum Erträge brachte, jedoch hochwassersicher war. Möglich ist daher, dass einige Wirtschaften, die an der Spree gelegen haben könnten, nach einem Brand zum Ortskern hin verlegt wurden.
Der sorbische Name Šiboj ist schriftlich erst im Jahr 1831 belegt. Er erinnert an den sorbischen Namen Kupoj des am Oberlauf der Kleinen Spree gelegenen Ortes Kauppa, der als ‚Flussinsel‘ oder ‚Erhöhung‘ gedeutet wird. Anzumerken ist, dass in Scheibe ein Flurstück den Namen Kuppa trug.

## Anhang